# Курошани
Куроша́ни — село в Україні, у Молочанській міській громаді Пологівського району Запорізької області. Населення становить 383 осіб. До 2020 орган місцевого самоврядування - Новомиколаївська сільська рада.

## Географія
Село Курошани знаходиться на березі річки Курушан, вище за течією на відстані 1 км розташоване село Новомиколаївка, нижче за течією на відстані 2 км розташоване село Орлове (Мелітопольський район).

## Відомі особистості
В поселенні народився:
- Костюкевич Віктор Митрофанович (* 1953) — український педагог, науковець, тренер.

## Історія
- 1923 — дата заснування.
- 12 червня 2020 року, відповідно до Розпорядження Кабінету Міністрів України від № 713-р «Про визначення адміністративних центрів та затвердження територій територіальних громад Запорізької області», увійшло до складу Молочанської міської громади.[1]
- 19 липня 2020 року, в результаті адміністративно-територіальної реформи та ліквідації Токмацького району, селище увійшло до складу Пологівського району[2].